# Cerdocyon thous
Лисиця крабоїд (Cerdocyon thous) — вид родини псових (Canidae), ряду хижих. Населяє савани та рідколісся північного сходу південної Америки. Діапазон поширення простягається від Колумбії та Венесуели на південь у Бразилію та Парагвай, Уругвай та північну Аргентину. Є записи знаходження цієї лисиці на висоті 3000 м над рівнем моря.

## Етимологія
Родове ім'я Cerdocyon утворене від грец. kerdo — «лисиця» і грец. cyon — «пес». Ім'я виду thous утворене грец. thoos — «шакал».

## Морфологія
Морфометрія. Довжина голови й тіла: 60–70 см, хвіст: 30 см, вага: 5—8 кг.
Опис. Забарвлення різноманітне, але верхня частина тіла зазвичай має колір від сиво-коричневого до сірого, часто з жовтуватим відтінком, низ коричневувато-білий; вуха короткі, вохристі чи руді. Хвіст дуже довгий, пухнастий, цілком чорний або з чорним кінчиком. Відносно короткі й кремезні ноги можуть бути рудувато-коричневими.

## Поведінка
Веде в основному нічний спосіб життя. Під час сезону дощів використовує для притулку кущові зарості на підвищеннях. Під час сухого сезону займає низовини і проводить день в скупченнях сплутаної трави. Ці притулки з трави мають кілька входів, які використовуються повторно, і можуть служити лігвом для виховання потомства. Cerdocyon підкрадається накидається на дрібних хребетних і, очевидно, прислуховується до крабів в купині трави. Також їжею йому є комахи, фрукти, падло. Пов'язані пари утворюють міцний зв'язок і часто подорожують разом, але зазвичай не полюють спільно. Територія групи має розміри 5–10 км². Діапазони перекриваються деякою мірою, але регулярно, відмічаються сечею. Сусіди допускаються в сезон дощів, але в сухий сезон агресія збільшується.

## Життєвий цикл
Вагітність триває 52–59 днів, народжується від трьох до шести малюків, які важать 120–160 грамів при народженні. Вони відкривають очі на 14 день, приступити до прийняття деякої твердої їжі на 30 день, повністю віднімають від молока приблизно на 90 день. Обоє батьків охороняють і приносять з собою їжу для молоді. Незалежність приходить на 5–6 місяць, а статева зрілість в близько 9 місяців. Один полонений Cerdocyon жив упродовж 11 років і 6 місяців.

## Генетика
Диплоїдне число, 2n=74 хромосом, фундаментальне число, FN=110. Каріотип охоплює 36 метацентричних і субметацентричних і 38 аутоцентричних аутосом. X-хромосома не була ідентифікована.

## Загрози та охорона
Серйозну загрозу для цього виду становлять захворювання, що передаються від домашніх собак. Вид не має прямої комерційної цінності як хутровий звір через непридатність хутра, яке є грубим і коротким, проте, шкурами іноді торгують. Нема ніякого конкретного захисного законодавства для даного виду в будь-якій країні, хоча полювання на об'єкти дикої природи офіційно заборонене в більшості країн. Зустрічається у великій кількості захищених і незахищених районів по всьому ареалу.